# Nomenclatura IUPAC
La nomenclatura química de los compuestos inorgánicos o nomenclatura IUPAC (por International Union of Pure and Applied Chemistry en inglés, y en español Unión Internacional de Química Pura y Aplicada) es un sistema de nomenclatura de compuestos químicos y de descripción de la ciencia y de la química en general.  La nomenclatura IUPAC es solo otro método de calcular compuestos químicos.
Las reglas para nombrar compuestos orgánicos e inorgánicos están contenidas en dos publicaciones, conocidas como el Libro Azul y el Libro Rojo, respectivamente. Una tercera publicación, conocida como el Libro Verde, describe las recomendaciones para el uso de símbolos para cantidades físicas (en asociación con la IUPAP), mientras que el cuarto, el Libro Dorado, contiene las definiciones de un gran número de términos técnicos usados en química. Una compilación similar existe para la bioquímica (en asociación con el IUBMB), el análisis químico y la química macromolecular. Estos libros están complementados por unas cortas recomendaciones para circunstancias específicas las cuales son publicadas de vez en cuando en la Revista de Química Pura y Aplicada.

## Objetivos de la nomenclatura química
La función principal de la nomenclatura química es asegurar que la persona que oiga o lea un nombre químico no albergue ninguna duda sobre el compuesto químico en cuestión, es decir, cada nombre debería referirse a una sola sustancia. Se considera menos importante asegurar que cada sustancia tenga un solo nombre, aunque el número de nombres aceptables es limitado.
Es también preferible que un nombre traiga algo de información sobre la estructura o la química de un componente. Los números CAS forman un ejemplo extremo de nombre que no toman en cuenta estas recomendaciones: cada uno se refiere a un componente en particular pero no contiene información de la estructura.

## Historia

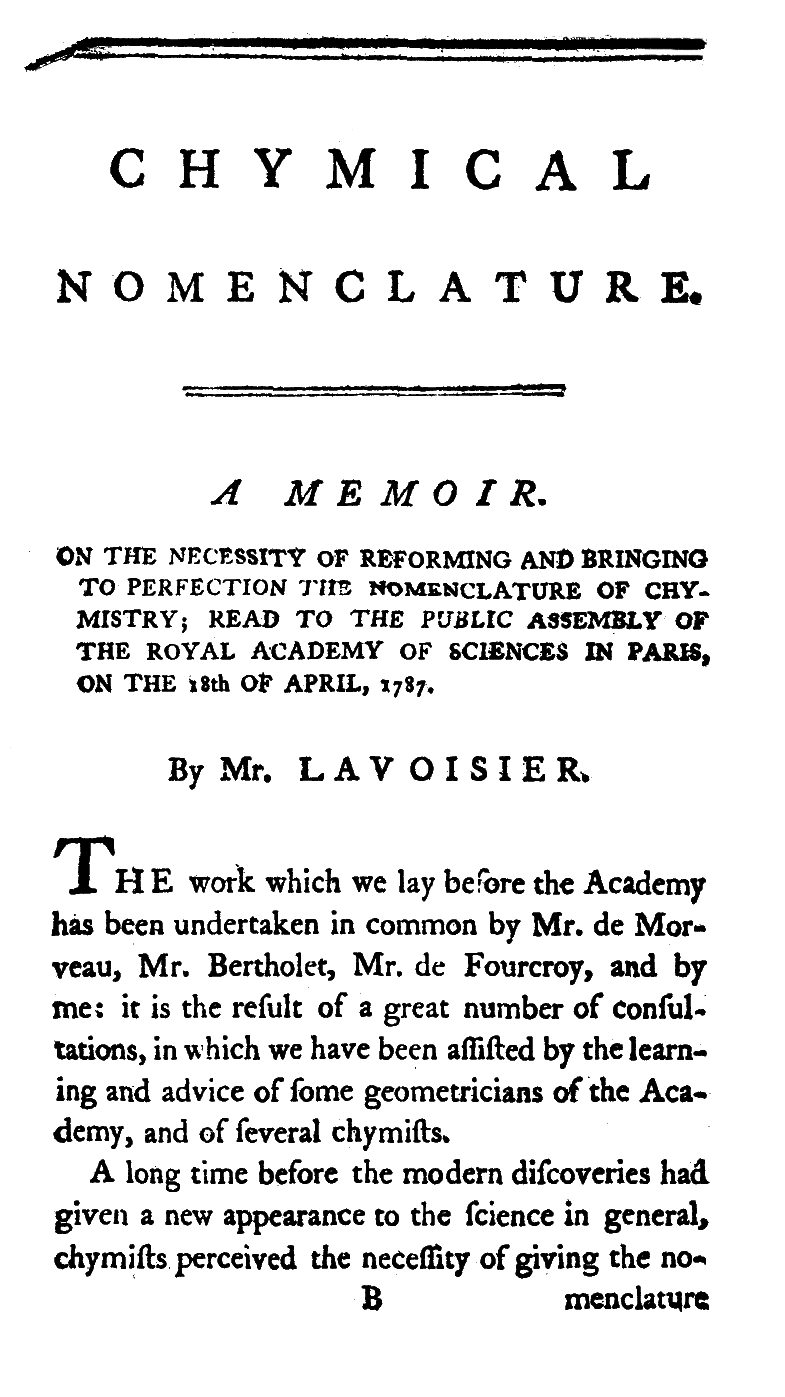
Primera página de la obra de Lavoisier "Chymical Nomenclature".

La nomenclatura empezó  probablemente validadas hasta cierto punto, es notable que el primer sistema “moderno” de la nomenclatura química haya aparecido al mismo tiempo que la distinción de Lavoisier entre elementos químicos y compuestos químicos, a principios del siglo XVIII, en su obra Tratado elemental de química. 
El químico francés Louis-Bernard Guyton de Morveau publicó sus recomendaciones en 1782, esperando que su “método constante de denominación” “ayudaría a la inteligencia y relevaría la memoria”. El sistema fue refinado en colaboración con Berthollet, Antoine François de Fourcroy y Lavoisier, y promovido por el último en un libro de textos que sobreviviría de largo después de su muerte.

### La nomenclatura orgánica

Numeración de las cadenas de carbonos de acuerdo con las normas de la IUPAC.

Este procedimiento se extendió a la química orgánica gracias al desarrollo del concepto de grupo funcional. Para caracterizar cada uno de estos grupos funcionales, se escogió a menudo una sustancia particular como prototipo, como el alcohol. Es así como este nombre se convirtió en el genérico para un grupo de sustancias y, unido a un adjetivo o a un complemento, permitió la obtención de nombres específicos, sin ambigüedad, para todas aquellas sustancias que poseían la misma función (alcohol etílico, alcohol propílico, ácido valérico, ácido caprílico, etc.). Posteriormente, cuando la estructura de los radicales fue mejor conocida, se pudo formar nombres funcionales verdaderamente sistemáticos, lo que dio lugar a la llamada nomenclatura radico-funcional, empleada todavía hoy (etanol, propanol, ácido pentanoico, ácido octanoico, etc.). El desarrollo experimentado por la química orgánica durante todo el xix, que comportó un gran aumento del número de compuestos conocidos, y las limitaciones inherentes al sistema de nomenclatura radico-funcional, sobre todo en lo que se refiere al denominar sustancias con más de una función química revela la necesidad de desarrollar un tipo de nomenclatura de alcance más general. Esta tarea fue iniciada en 1892 en el Congreso de la Comisión Internacional de Químicos, celebrado en Ginebra, donde se propuso una nomenclatura sustitutiva que da prioridad al esqueleto carbonato, cuya nomenclatura queda definitivamente establecida, y considera las funciones como sustituyentes del esqueleto.
Las Reglas de Ginebra de química orgánica fueron revisadas y ampliadas en la reunión de la Unión Internacional de Química celebrada en Lieja en 1930, en la que se introdujo el concepto de función principal para resolver el problema de la nomenclatura de los compuestos polifuncionales. Las Reglas de Lieja han sufrido diversas revisiones y ampliaciones por parte de la IUPAC y han dado lugar a la publicación, en 1971, de las Reglas Definitivas de Nomenclatura de Química Orgánica.

### La nomenclatura inorgánica
En el momento de aprobarse las Reglas de Ginebra no había nada comparable a la nomenclatura inorgánica. Así, muchos sistemas ad hoc se habían desarrollado para fines particulares más que generales, y a menudo se desarrollaban dos o más métodos para nombrar un compuesto determinado que pertenecía a una clase determinada. Cada nombre podía tener valor en una situación específica o ser preferido por algunos usuarios, pero entonces existía la posibilidad de confusión.

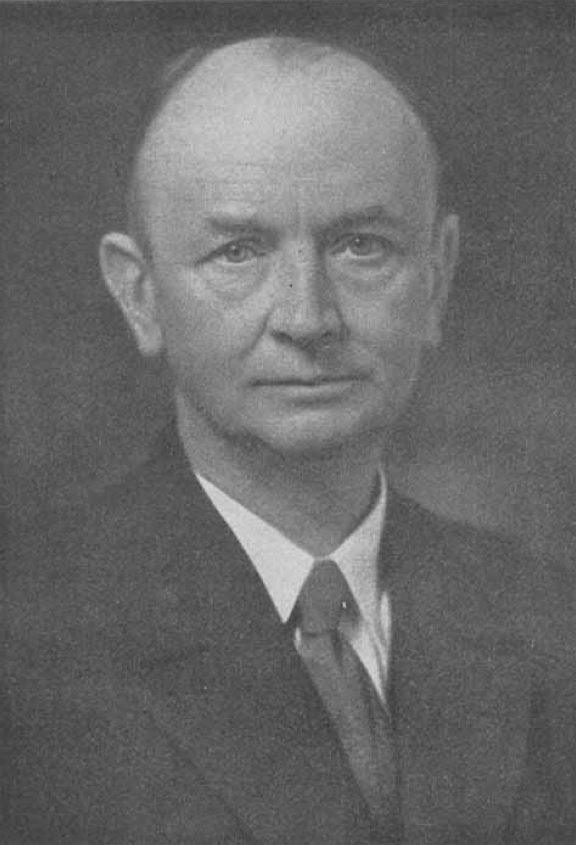
Alfred Stock.

La necesidad de una práctica uniforme entre los químicos se reconoció ya en 1886 y resultó en acuerdos de uso por parte de la Royal Society of Chemistry y la Sociedad Química Americana. En 1913, el Consejo de la Asociación Internacional de Sociedades Químicas nombró una comisión de nomenclatura inorgánica y orgánica, pero la Primera Guerra Mundial paralizó sus actividades. El trabajo continuó en 1921 cuando la IUPAC, en su segunda conferencia, nombró comisiones sobre la nomenclatura de la química inorgánica, orgánica y biológica.
El primer informe exhaustivo de la comisión inorgánica, en 1940, tuvo un impacto importante en la sistematización de la nomenclatura inorgánica y muchos químicos tomaron conciencia de la necesidad de desarrollar una nomenclatura más plenamente sistemática. Entre las características significativas de este informe inicial se adoptó el sistema propuesto por el químico alemán Alfred Stock (1876-1946) para indicar los estados de oxidación con números romanos (cloruro de cobre(II), óxido de hierro(III), sulfato de cobalto(II), etc.), se establecieron órdenes para citar los constituyentes de los compuestos binarios en fórmulas y nombres, se desaconsejó el uso de bicarbonato, etc. en los nombres de sales ácidas, y se desarrollaron prácticas uniformes para nombrar compuestos de adición.
Estas recomendaciones de la IUPAC se revisaron y se publicaron en 1959, seguido de una segunda revisión en 1971. En 1990, las recomendaciones de la IUPAC se revisaron de nuevo para incorporar los muchos y variados cambios que habían ocurrido en los veinte años anteriores. También se han considerado áreas más especializadas, como polianiones, complejos metálicos de tetrapirrolas, compuestos inorgánicos de cadena y anillo, y compuestos de intercalación de grafito. Estos temas, junto con versiones revisadas de artículos sobre compuestos inorgánicos modificados isotópicamente, híbridos de nitrógeno y cationes, aniones y ligandos derivados, y polímeros inorgánicos y de coordinación de cadena simple y casi simple, forman los siete capítulos de la Nomenclatura de la Química Inorgánica II, Recomendaciones IUPAC 2000.

## Nomenclatura de la IUPAC
La Unión Internacional de Química Pura y Aplicada (IUPAC) ha publicado cuatro conjuntos de reglas para normalizar la nomenclatura química.
La Unión Internacional de Química Pura y Aplicada, (acrónimo IUPAC, por su nombre en inglés International Union of Pure and Applied Chemistry), es la autoridad universalmente reconocida sobre la nomenclatura y la terminología de la química.
La organización cuenta con dos organismos que se encargan de esta actividad: la "División VIII", dedicada a la "Nomenclatura y la representación de estructuras" y el "Comité interdivisional sobre Terminología, Nomenclatura y Símbolos". Una de las principales actividades de la IUPAC es el desarrollo de "Recomendaciones" para el establecimiento de una nomenclatura y una terminología no ambigua, uniforme y consistente para campos científicos específicos. Estas recomendaciones pueden tomar la forma de:
- glosarios de términos por disciplinas químicas específicas
- definiciones de términos relacionados con un grupo de propiedades
- nomenclatura para compuestos químicos y sus clases
- terminología, símbolos y unidades para un campo específico
- clasificaciones y usos de términos para un campo específico
- convenciones y estándares prácticos para la presentación de datos en campos específicos

Las "recomendaciones" se publican en la revista Pure and Applied Chemistry y son a disposición pública el año siguiente a su publicación. También son incluidas a la base de datos en línea de la IUPAC un año después de su publicación en la revista. Por otro lado, la información sobre la terminología también está disponible a través de los libros de la IUPAC, una colección de siete libros conocidos por su color distintivo.
Las dos áreas principales son:
- Nomenclatura IUPAC de química inorgánica (Libro Rojo)[6]
- Nomenclatura IUPAC de la química orgánica (Libro Azul)[7]

### Usos
La nomenclatura de la IUPAC se utiliza para nombrar compuestos químicos, basándose en su composición química y su estructura. Por ejemplo, se puede deducir que el 1-cloropropano tiene un átomo de cloro en el primer carbono de la cadena de 3 carbonos del propano.

## Funcionamiento de la IUPAC
La IUPAC define métodos de nomenclatura basados en la observación de :
- la aparición de nuevas clases de compuestos.
- la aparición de la nomenclatura provisional.
- la evolución de la nomenclatura de estos nuevos compuestos en la comunidad científica;
- los cambios introducidos en esta nomenclatura cuando aparecen nuevos compuestos.

Así, hasta muchos años después de la aparición de un nuevo tipo de compuesto no se puede considerar la conveniencia de una nueva nomenclatura. Cuando se establezca la necesidad de nuevas normas, éstas deberán seguir lo más fielmente posible los principios básicos de la nomenclatura existente. A continuación, la IUPAC armoniza las propuestas de nomenclatura de los demás (a través de sus documentos científicos) y se asegura de que dichas propuestas no entren en conflicto con las normas vigentes.
Para ello, se crea un grupo de trabajo de miembros de la IUPAC que propone un borrador que debe seguir el plan estratégico de la IUPAC. Tras su aceptación, el grupo de trabajo elabora sus recomendaciones y propone uno o varios borradores que se ponen a disposición del público o de los miembros del grupo. Los comentarios se incorporan al siguiente borrador.

## Libros de la IUPAC

Logo de la IUPAC.

Las reglas de nomenclatura se recogen actualmente en cuatro libros:
1. Red book (Libro rojo). Nomenclature of Inorganic Chemistry, IUPAC Recommendations 2005.[12] Es un libro que aclara y actualiza las recomendaciones sobre los nombres y fórmulas de los compuestos inorgánicos y refleja los principales desarrollos recientes de la química inorgánica. Además, presenta recomendaciones totalmente coherentes con los principios de la nomenclatura de la química orgánica. Existe una breve guía que contiene los aspectos más importantes.[13]
2. Blue book (Libro azul). Nomenclature of Organic Chemistry: IUPAC Recommendations and Preferred Names 2013. Las reglas dadas en la Nomenclatura de Química Orgánica hacen hincapié en la generación de nombres inequívocos de acuerdo con el desarrollo histórico de la materia. La IUPAC ha iniciado proyectos para formular una guía completa para la selección de nombres únicos que, en lo posible, tengan un reconocimiento y aceptación general entre los químicos.[14] Hay una guía breve.[15]
3. Purple book (Libro púrpura). Compendium of Polymer Terminology and Nomenclature, IUPAC Recommendations 2008. Este libro recoge en un solo volumen los documentos más importantes sobre la nomenclatura y la terminología de diversos tipos de polímeros.[16] También se ha publicado una breve guía.[17]
4. White book (Libro blanco). Biochemical Nomenclature and Related Documents. En este libro se recogen las reglas de nomenclatura de los compuestos más propios de la bioquímica.[18]